# Andrew Bertie
Fra Andrew Willoughby Ninian Bertie, (Londres, 15 de maig de 1929 - Roma, 7 de febrer de 2008) fou el 78è Gran Mestre de l'Orde de Sant Joan de Jerusalem
Descendent dels comtes de Lindsey i dels comtes d'Abingdon. Era fill de James Bertie, fill del 7è comte d'Abingdon, oficial de la Royal Navy durant les dues guerres mundials. Va ser seriosament ferit a Bari el 1944 i va morir el 1966. La seva mare era Jean Crichton Stuart, filla petita del quart marquès de Bute i que va morir el 1995.
Va estudiar a l'escola benedictina de l'Ampleforth College, a la regió del Yorkshire. Es va diplomar en història moderna al «Christ Church» de la Universitat d'Oxford. També es va diplomar a la School of Oriental and African Studies (SOAS) de la Universitat de Londres.
Del 1948 a 1950, va fer el servei militar en el cos de les Guàrdies Escocesses, del qual fou oficial des del 1949. Després d'una curta carrera comercial, va ensenyar llengües estrangeres (francès i castellà, bàsicament) a l'institut benedictí de Sussex, la Worth School.
El 1956 fou admès a l'Orde de Malta i va pronunciar els vots perpetus el 1981 i va esdevenir un religiós. Va participar en el govern de l'Orde des d'aquest any en tant que membre del Consell Sobirà. L'abril de 1988 va ser elegit com a 78è Gran Mestre, cosa que el convertia en el primer Gran Mestre d'origen britànic.
Fou també hospitaler del pelegrinatge a Lorda. Va rebre la Gran Creu de la Legió d'Honor així com unes altres 50 titulacions i distincions.

## Font
- Biografia al web de l'orde de Malta
- Anunci de la mort de Fra Andrew Bertie